# Logical Link Control
LLC, Logical Link Control – wyższa podwarstwa warstwy łącza danych w modelu OSI według rodziny standardów IEEE 802. Warstwa LLC jest identyczna dla różnych fizycznych mediów wymiany danych (jak np. ethernet, token ring, WLAN).
Podwarstwa LLC jest przede wszystkim odpowiedzialna za:
- rozdzielanie, zwielokrotnianie danych transmitowanych przez podwarstwę MAC (podczas transmitowania) oraz łączenie ich (podczas odbierania),
- jeżeli zachodzi taka potrzeba, sterowanie przepływem, detekcję i retransmisję zgubionych pakietów.

LLC określa więc, które mechanizmy będą używane do kontroli transmisji, a które do przesyłania danych.
LLC opisuje sposoby komunikacji pomiędzy mediami. Wyróżniamy 3 typy:
- unacknowledged connectionless-mode – nie zapewnia żadnych potwierdzeń dostarczenia ramki, nie obsługuje kontroli przepływu. Dostarcza funkcje TEST oraz Exchange Identification(XID), które służą do inicjacji trasy pomiędzy źródłem a celem.
- connection-mode – ustanowione połączenie logiczne do wymiany ramek, transmisja odbywa się sekwencyjnie, zapewniona kontrola przepływu oraz korekcji błędów.
- acknowledged connectionless-mode – wymiana danych przebiega bez ustanawiania połączenia, potwierdzanie ramek występuje w celu korekcji ewentualnych błędów.

Protokół używany w podwarstwie LLC w sieciach IEEE 802 oraz niektórych niezgodnych z IEEE 802 (np. FDDI) jest określony przez standard IEEE 802.2.
Niektóre protokoły niezgodne z IEEE 802 wykazują charakterystyczny rozdział pomiędzy podwarstwami MAC i LLC. HDLC określa zarówno funkcje MAC (tworzenie ramek z pakietów), jak i LLC (kontrola przepływu, wykrywanie i retransmisja zgubionych pakietów), natomiast niektóre protokoły takie jak Cisco HDLC (cHDLC) mogą używać ramkowania pakietów znanego z HDLC oraz własnego protokołu LLC.